# Matra Rancho
De Matra Rancho is een automodel van de Franse fabrikant Matra Automobiles en werd verkocht als Matra-Simca Rancho en Talbot-Matra Rancho. Deze auto is in Nederland ook wel bekend van de jeugdserie Bassie en Adriaan.

## Introductie
Matra introduceerde in 1977 voor het eerst een niet-sportwagenmodel: de Rancho. Door de samenwerking met Chrysler Europe (Simca) werd de auto verkocht onder de merknaam Matra-Simca. De Rancho is gebouwd op basis van de Simca 1100 Fourgonnette, met een met kunststof aangepaste carrosserie. In feite is de Rancho een voorloper van de latere SUV-modellen, want hoewel de auto er als een stoere terreinwagen uitzag, had deze slechts voorwielaandrijving en een relatief kleine 1442cc-motor.

## Uitvoeringen

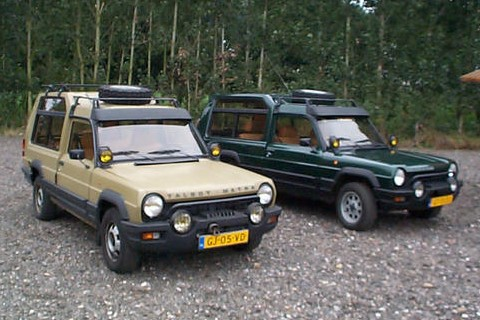
Rancho Grand Raid

De Rancho werd in aanvankelijk in één uitvoering geleverd, met de 80 pk sterke 1442cc-motor van de Simca 1308, wat de Rancho een topsnelheid van 145 km/h geeft. Vanaf 1979 kon op verzoek een motor met lagere compressie worden geleverd, die iets minder vermogen leverde, maar op benzine met een lager octaangetal kon lopen. Medio 1979 (modeljaar 1980) kwam daar de luxere uitvoering Rancho X bij, die onder andere lichtmetalen velgen en getint glas had. Daarnaast werd in datzelfde modeljaar de Rancho Grand Raid geïntroduceerd, die standaard over extra bodembescherming, een elektrische lier, richtlichten en Bab-Terre-terreinbanden beschikte. Ook veranderde, doordat Chrysler Europe was verkocht aan PSA, in modeljaar 1980 de naam van Matra-Simca Rancho in Talbot-Matra Rancho. Tevens veranderde de naam in Italië, door slechte associaties met woord Rancho in het Italiaans, in Talbot-Matra Ranch.
In 1981 was er korte tijd een cabrioletachtige versie van de Rancho op de markt: de Rancho Découvrable. Deze was slechts verkrijgbaar in de kleuren Vert Sologne (groen) en Terre Battue (bruin), had in plaats van het dak en de ramen achter de portieren een constructie van linnen doek en de stoelbekleding was van vinyl. Er zijn slechts enkele honderden (± 200) van deze speciale versie gebouwd.

## Einde en opvolger
Matra had in 1980 het ontwerp voor een, voor die tijd revolutionaire, opvolger van de Rancho klaarliggen, maar mede-eigenaar PSA (die aan de rand van het faillissement stond) zag geen brood in dit ontwerp. Het ontwerp werd vervolgens aan Renault aangeboden, dat op 15 december 1982 een samenwerking met Matra startte. De doorontwikkeling van dit ontwerp werd in juli 1984 op de markt gebracht als Renault Espace. Omdat Matra slechts over een productielijn beschikte en PSA een erg groot deel van de winst kreeg, werd de productie van de Rancho in 1984 gestopt. De laatste Rancho's werden in 1985 verkocht.
Het chassis is extreem roestgevoelig, het jaarboek van De Onschatbare Klassieker vermeldt bij de Rancho: "een cursus lassen strekt tot de aanbeveling". Ondanks de 56.457 geproduceerde exemplaren is de Rancho een zeldzaamheid op de weg.